# أدوبي دريمويفر
'أدوبي دريمويفر (بالإنجليزية: Adobe Dreamweaver)‏، برنامج تطوير ويب. أنتجته شركة ماكروميديا ثم انتقل إلى ملكية أدوبي بعد أن اشترت أدوبي ماكروميديا في عام 2005.
و هو برنامج متخصص لإنشاء وإدارة تطبيقات ومواقع الويب والتعامل معها .. ويسمح لنا هذا البرنامج بإنشاء مواقع وتطبيقات ويب قوية جداً باستخدام أي من اللغات الشهيرة المتاحة حالياً مثل ASP و ASP .net و PHP بالإضافة إلى العديد من اللغات الأخرى .. كما يقدم البرنامج مجموعة متقدمة من الأدوات التي تساعدك على الارتقاء بمستوى خبرتك في تصميم مواقع الإنترنت .. حيث يمكننا من إضافة الخواص التفاعلية Interactivity .. وعمل التحريك Animation للعناصر لإنتاج صفحات ومواقع إنترنت متميزة . والإتقان التام لكيفية إنشاء وتعديل وإدارة مواقع وصفحات الويب

## الميزات
يعد دريمويفر في جوهره برنامجًا لتصميم الويب يوفر واجهة مرئية لتصميم مواقع الويب وتحريرها. يمكنك استخدام البرنامج لإنشاء مواقع ويب باستخدام مجموعة من عناصر السحب والإفلات وترميز HTML و CSS وجافا سكريبت. يقدم دريمويفر أيضًا مجموعة من قوالب الترميز والتصميم ، مما يجعل من السهل إنشاء موقع ويب ذو مظهر احترافي حتى إذا كانت لديك خبرة محدودة في تصميم الويب.
تتمثل إحدى الميزات الرئيسية لبرنامج دريمويفر في واجهته المرئية ، والتي تسهل تصميم صفحات الويب وإدارتها. باستخدام دريمويفر ، يمكنك إضافة نصوص وصور ومقاطع فيديو وعناصر أخرى إلى موقع الويب الخاص بك ، وسيقوم البرنامج تلقائيًا بإنشاء كود HTML و CSS وجافا سكريبت الذي يجعل كل شيء يعمل. يمكن أن تكون هذه الواجهة المرئية موفرًا كبيرًا للوقت ، حيث إنها تلغي الحاجة إلى كتابة التعليمات البرمجية يدويًا أو فهم مفاهيم الترميز المعقدة.
بالإضافة إلى واجهته المرئية ، يقدم دريمويفر أيضًا أدوات تشفير قوية تسهل كتابة التعليمات البرمجية وتحريرها وتصحيحها. سواء كنت تعمل باستخدام HTML أو CSS أو جافاسكريبت ، يوفر دريمويفر أدوات تمييز بناء الجملة وإكمال التعليمات البرمجية وتصحيح الأخطاء لمساعدتك في كتابة التعليمات البرمجية وتصحيحها بسرعة وسهولة. يمكنك أيضًا استخدام دريمويفر لمعاينة موقع الويب الخاص بك أثناء تصميمه ، حتى تتمكن من رؤية كيف سيبدو بالضبط في مستعرض الويب.
ميزة أخرى مهمة لبرنامج دريمويفر هي قدرته على التكامل مع برامج ادوبي الأخرى ، مثل الفوتوشوب و الاليوستريتر. هذا يجعل من السهل استيراد الرسومات والأصول الأخرى إلى موقع الويب الخاص بك ، ويمكنك أيضًا إنشاء الرسومات وتحريرها مباشرةً داخل دريمويفر. يمكن أن يكون هذا مفيدًا بشكل خاص لمصممي الويب الذين يرغبون في إنشاء رسومات وتصميمات مخصصة لمواقعهم على الويب.

## تاريخ الإصدارات
حصل دريمويفر على قرابة 20 اصدار بدءا من الاصدار الاول في عام 1997م حتى الاصدار 20 في عام 2021م، وهي:
1. Dreamweaver 1.0 (1997)
2. Dreamweaver 2.0 (1998)
3. Dreamweaver 3.0 (1999)
4. Dreamweaver 4.0 (2001)
5. Dreamweaver MX (2002)
6. Dreamweaver MX 2004 (2003)
7. Dreamweaver 8 (2005)
8. Dreamweaver CS3 (2007)
9. Dreamweaver CS4 (2008)
10. Dreamweaver CS5 (2010)
11. Dreamweaver CS5.5 (2011)
12. Dreamweaver CS6 (2012)
13. Dreamweaver CC (2013)
14. Dreamweaver CC 2014 (2014)
15. Dreamweaver CC 2015 (2015)
16. Dreamweaver CC 2017 (2017)
17. Dreamweaver CC 2018 (2018)
18. Dreamweaver CC 2019 (2019)
19. Dreamweaver CC 2020 (2020)
20. Dreamweaver CC 2021 (2021)

## وصلات خارجية
- الموقع الرسمي